# Elasticità incrociata
L'elasticità incrociata misura la variazione percentuale della domanda (quantità venduta {\displaystyle Q}) di un prodotto {\displaystyle y} rispetto alla variazione percentuale del prezzo di un prodotto  {\displaystyle x}:
{\displaystyle e_{p_{xy}}={\frac {\Delta Q_{y}/Q_{y}}{\Delta p_{x}/p_{x}}}}
Nel caso di beni complementari l'indice di elasticità incrociata della domanda sarà {\displaystyle e_{p_{xy}}<0}; se invece ci troviamo di fronte a beni sostitutivi l'indice sarà {\displaystyle e_{p_{xy}}>0}.
Come per l'elasticità della domanda rispetto al prezzo, si possono considerare variazioni finite e infinitesime (per usare le derivate), il prezzo in funzione della quantità (oppure {\displaystyle Q=Q(P)}), ed eventualmente il valore assoluto.
La particolarità è che prezzo {\displaystyle P} e quantità venduta {\displaystyle Q} sono riferite a due prodotti/servizi diversi.
Un'elasticità incrociata prossima allo zero indica due prodotti indipendenti e serve nella classificazione merceologica a suddividere un settore in comparti industriali. I concorrenti diretti di una data azienda diventano quelle che operano nel suo stesso comparto industriale. La suddivisione è molto utile in regime di concorrenza monopolistica, mentre nel caso di monopolio non esistono concorrenti, e in caso di concorrenza perfetta il prodotto è omogeneo ed è sufficiente una divisione in settori.